# Gara Ion C. Brătianu
Gara Ion C. Brătianu (în trecut denumită Florica și Ștefănești Argeș) este o gară care deservește orașul Ștefănești, România.